# Sebastião I van Kongo
Sebastião III van Kongo was Mwene Kongo van het Koninkrijk Kongo, en regerend van ongeveer 1758 tot 1764.

## Etymologie
De moderne historiografie, met name het werk van John K. Thornton, neigt ertoe deze vorst als Sebastião I van Kongo te beschouwen. Deze hernummering vindt haar oorsprong in het feit dat zijn twee vermeende naamgenoten geen algemeen erkende heersers waren. De eerste, Sebastião Ne Nvemba a Lukeni, werd in 1666 als koning geïnstalleerd te Kipangu tijdens de Kongolese Burgeroorlog, maar bleef slechts een troonpretendent tot zijn executie in 1670 in opdracht van Paulo da Silva I, graaf van Soyo en beschermheer van het Huis Kimpanzu. De tweede, Sebastião II Gritho, een figuur van onduidelijke afkomst, claimde in 1687-1688 het koningschap te Lemba in oppositie tegen João II.

## Levensloop
Het bewind van Sebastião III vond plaats binnen het kader van het roterende koningschapssysteem, ingesteld in 1718 door Pedro IV van Kongo. Zijn troonsbestijging volgde op een crisisperiode na de dood in 1758 van Nicolau I van Kongo, vermoedelijk van het Huis Kimpanzu, met wie hij geen directe familiale banden onderhield, noch met diens voorganger Garcia IV van het Huis Kinlaza. Desalniettemin lijkt Sebastião, wiens exacte afstamming onbekend blijft, net als Garcia tot de noordelijke tak van de Kinlaza-lijn te hebben behoord.
Sebastião overleed in 1763-1764 en werd opgevolgd door Pedro V uit het Huis Kimpanzu. Een indicatie voor zijn politieke connecties vormt het huwelijk in 1764 van een anonieme zoon met Isabella Manibuaxi, markiezin van Lukelo en kleindochter van Pedro IV, wat suggereert dat zijn familie nauwe banden onderhield met het Huis Agua Rosada.